# Wenjī
Wenjī är en ort i Etiopien.   Den ligger i regionen Oromia, i den centrala delen av landet, 90 km sydost om huvudstaden Addis Abeba. Wenjī ligger 1 589 meter över havet och antalet invånare är 17 120.
Terrängen runt Wenjī är platt åt sydväst, men åt nordost är den kuperad. Runt Wenjī är det ganska tätbefolkat, med 129 invånare per kvadratkilometer. Närmaste större samhälle är Nazret, 11,2 km norr om Wenjī. Omgivningarna runt Wenjī är en mosaik av jordbruksmark och naturlig växtlighet.